# 5,10,15,20-四(4-羧基苯基)卟啉
5,10,15,20-四(4-羧基苯基)卟啉（简写TCPP）是一种有机化合物，化学式为C48H30N4O8。它可由4-甲酰基苯甲酸和吡咯在丙酸中反应制得。其四甲酯在碱中水解，再经酸化，也可得到产物。它可以作为配体，以氧或（和）氮原子配位，形成配位化合物。